# 全国高等学校総合体育大会
全国高等学校総合体育大会（ぜんこくこうとうがっこうそうごうたいいくたいかい、英語: All Japan high school sports）は、全国高等学校体育連盟が主催する高校生を対象とした日本の総合競技大会。毎年8月を中心に開催され、インターハイ、インハイ、または「高校総体」や「高総体」と呼ばれることも多い。高等学校全日制課程・昼間定時制課程、中等教育学校後期課程、高等専門学校1〜3学年、特別支援学校高等部に在学する者が対象となる。
なお同様の大会として、高等学校昼夜間定時制課程・夜間定時制課程・通信制課程に在学する者が対象となる全国高等学校定時制通信制体育大会が、専修学校高等課程（高等専修学校）に在学する者が対象となる全国高等専修学校体育大会がある。

## 歴史・概略
それまでの高校選手権大会は時期が異なり、1963年（昭和38年）、全国高体連が開催競技種目別全国統轄団体に高校選手権大会を統合してこの大会が誕生した。当初はこの大会の他に全国大会を行うことは認められていなかったが、1970年（昭和45年）から選抜大会を別時期・競技別に開催することが認められている。サッカーは冬に開催されていた選手権をこちらへ統合することも検討されたが、そのまま開催は続き、結局は1970年度の大会から高体連としては選抜大会扱いながら主催に加わり選手権として存続されている。そのほか、柔道・バレー・女子サッカー・バスケも後に同じ扱いがされるようになっている。
初年度より各都道府県の持ち回り開催を原則としていたが、2004年（平成16年）以降は原則地域開催に移行し、単独開催の場合であっても一部競技を近隣の県で実施するようになった（山岳競技や水泳の一部など。施設が十分に整っていない地域に配慮するため。詳細下表参照）。
大会の前半期間は陸上競技を中心にした各種競技を開催し、大会の後半は水泳競技が行われる。
また、全国高校駅伝は、毎年12月に京都で行われ、全国高校ラグビー大会は、年末年始にかけて、大阪府東大阪市の東大阪市花園ラグビー場で行われる。冬季大会は年度ごとの開催のため翌年1月から2月にかけてスケート・アイスホッケー・スキーが行われる。
「インターハイ」という通称については、大学間のスポーツ大会である「インターカレッジ」（intercollegiate）を真似て「inter＋high school」として作られた和製英語である。都道府県レベルの競技大会においても「○○インターハイ（○○IH）」と称するが、一般的にインターハイといえば「全国高等学校総合体育大会（全国インターハイ）」を指す（この場合、都道府県レベルの競技大会は「IH○○予選」と通称される）。
8月に開催される全国高等学校総合体育大会は、各都道府県から最低1校（1人）以上出場できる競技と、各ブロックから数校（数人）出場できる競技に大別できる。後者の場合、年度頭から開催される支部予選、都府県大会、ブロック予選（北海道における全道大会はブロック予選扱いとなる）を順次規定以上の成績で勝ち抜かなければならない。このため、北海道を除く都府県内から一校（一人）も代表が出ないというケースが起こりうる。
長きに渡って、日本コカ・コーラがこの大会に協賛していたが、2015年（平成27年）より大塚製薬が特別協賛に就いている。
また、2013年からは読売新聞社が共催として加わる。ただし駅伝とラグビーは毎日新聞社主催のため読売新聞社は関与していない。
2020年4月26日、新型コロナウイルスの拡大により史上初めての中止が決定された。ただし、地域によって新型コロナウイルス対策を行った上で都道府県単位の総体は行う。
また全国高体連では部員不足により合同チームをバスケットボール、ラグビー、バレーボール、ハンドボール、水球、アイスホッケーなど一部競技で承認されている。ただし冬の選手権・選抜大会は除外。
なお、夏季大会(インターハイ)の参加選手数が最大となったのは、2018年の28,832人である。

## 大会一覧

### 都道府県持ち回り開催
| 開催年             | 開催地   | 愛称                   | 備考                                                                                         |
| ------------------ | -------- | ---------------------- | -------------------------------------------------------------------------------------------- |
| 1963年（昭和38年） | 新潟県   | .                      | 「全国高等学校総合体育大会」に改称。                                                         |
| 1964年（昭和39年） | 愛知県   | .                      | .                                                                                            |
| 1965年（昭和40年） | 大分県   | .                      | .                                                                                            |
| 1966年（昭和41年） | 青森県   | .                      | .                                                                                            |
| 1967年（昭和42年） | 福井県   | .                      | .                                                                                            |
| 1968年（昭和43年） | 広島県   | .                      | .                                                                                            |
| 1969年（昭和44年） | 群馬県   | .                      | .                                                                                            |
| 1970年（昭和45年） | 和歌山県 | .                      | .                                                                                            |
| 1971年（昭和46年） | 徳島県   | .                      | .                                                                                            |
| 1972年（昭和47年） | 山形県   | .                      | .                                                                                            |
| 1973年（昭和48年） | 三重県   | .                      | .                                                                                            |
| 1974年（昭和49年） | 福岡県   | .                      | .                                                                                            |
| 1975年（昭和50年） | 東京都   | .                      | 陸上競技で全天候(オールウエザー)競技場が使用された（前年までは、一部フィールドのみ全天候）。 |
| 1976年（昭和51年） | 長野県   | .                      | .                                                                                            |
| 1977年（昭和52年） | 岡山県   | .                      | .                                                                                            |
| 1978年（昭和53年） | 福島県   | .                      | .                                                                                            |
| 1979年（昭和54年） | 滋賀県   | .                      | .                                                                                            |
| 1980年（昭和55年） | 愛媛県   | 55総体（ゴーゴー総体） | .                                                                                            |
| 1981年（昭和56年） | 神奈川県 | 神奈川総体             | .                                                                                            |
| 1982年（昭和57年） | 鹿児島県 | 鹿児島総体             | .                                                                                            |
| 1983年（昭和58年） | 愛知県   | 愛知総体               | .                                                                                            |
| 1984年（昭和59年） | 秋田県   | 秋田総体               | .                                                                                            |
| 1985年（昭和60年） | 石川県   | 石川総体               | .                                                                                            |
| 1986年（昭和61年） | 山口県   | 山口総体               | .                                                                                            |
| 1987年（昭和62年） | 北海道   | '87北海道総体          | .                                                                                            |
| 1988年（昭和63年） | 兵庫県   | '88兵庫総体            | 春にはこのリハーサル大会として春の高校バスケットが開催された。                               |
| 1989年（平成元年） | 高知県   | '89高知総体            | .                                                                                            |
| 1990年（平成2年）  | 宮城県   | '90宮城総体            | .                                                                                            |
| 1991年（平成3年）  | 静岡県   | '91静岡総体            | .                                                                                            |
| 1992年（平成4年）  | 宮崎県   | '92宮崎総体            | .                                                                                            |
| 1993年（平成5年）  | 栃木県   | '93栃木総体            | アーチェリーが競技種目に加わり、27競技となる。                                               |
| 1994年（平成6年）  | 富山県   | '94富山総体            | .                                                                                            |
| 1995年（平成7年）  | 鳥取県   | '95鳥取総体            | .                                                                                            |
| 1996年（平成8年）  | 山梨県   | '96山梨総体            | .                                                                                            |
| 1997年（平成9年）  | 京都府   | '97京都総体            | なぎなたが競技種目に加わり、28競技となる。                                                   |
| 1998年（平成10年） | 香川県   | 四国'98総体            | .                                                                                            |
| 1999年（平成11年） | 岩手県   | '99岩手総体            | .                                                                                            |
| 2000年（平成12年） | 岐阜県   | 2000年岐阜総体         | .                                                                                            |
| 2001年（平成13年） | 熊本県   | ひのくに新世紀総体     | 大会史上初、総合開会式で炬火が点火された。 陸上競技で、競歩種目が正式種目に                  |
| 2002年（平成14年） | 茨城県   | 2002年茨城総体         | .                                                                                            |
| 2003年（平成15年） | 長崎県   | 長崎ゆめ総体           | 水泳・飛び込みのみ佐賀県で開催。                                                             |

### 2004年以降の開催
| 開催年度            | 夏季大会                                                                   | 夏季大会                                                   | 夏季大会                                                   | 夏季大会                                                   | 夏季大会                                                   | 冬季大会      | 冬季大会         | 冬季大会   | 冬季大会       | 備考                                                                                            |
| 開催年度            | 愛称                                                                       | 開催地                                                     | 開催地                                                     | 開催地                                                     | 開催地                                                     | 開催地        | 開催地           | 開催地     | 開催地         | 備考                                                                                            |
| 開催年度            | 愛称                                                                       | 地域/ブロック 総合開会式                                   | 地域/ブロック 総合開会式                                   | 地域/ブロック 総合開会式                                   | 地域/ブロック 総合開会式                                   | スキー        | スケート         | スケート   | スケート       | 備考                                                                                            |
| 開催年度            | 愛称                                                                       | 地域/ブロック 総合開会式                                   | 地域/ブロック 総合開会式                                   | 地域/ブロック 総合開会式                                   | 地域/ブロック 総合開会式                                   | スキー        | スピードスケート | フィギュア | アイスホッケー | 備考                                                                                            |
| ------------------- | -------------------------------------------------------------------------- | ---------------------------------------------------------- | ---------------------------------------------------------- | ---------------------------------------------------------- | ---------------------------------------------------------- | ------------- | ---------------- | ---------- | -------------- | ----------------------------------------------------------------------------------------------- |
| 2004年 （平成16年） | 中国04総体                                                                 | 中国 島根県立浜山公園陸上競技場                            | 中国 島根県立浜山公園陸上競技場                            | 中国 島根県立浜山公園陸上競技場                            | 中国 島根県立浜山公園陸上競技場                            | 群馬県        | 青森県           | 青森県     | 青森県         |                                                                                                 |
| 2005年 （平成17年） | 2005年千葉きらめき総体                                                     | 関東(南) 幕張メッセ                                        | 関東(南) 幕張メッセ                                        | 関東(南) 幕張メッセ                                        | 関東(南) 幕張メッセ                                        | 秋田県        | 北海道           | 北海道     | 北海道         |                                                                                                 |
| 2006年 （平成18年） | 06総体THE近畿                                                              | 近畿 大阪府立門真スポーツセンター （なみはやドーム）       | 近畿 大阪府立門真スポーツセンター （なみはやドーム）       | 近畿 大阪府立門真スポーツセンター （なみはやドーム）       | 近畿 大阪府立門真スポーツセンター （なみはやドーム）       | 富山県        | 栃木県           | 栃木県     | 栃木県         |                                                                                                 |
| 2007年 （平成19年） | 2007青春・佐賀総体                                                         | 九州(北部) 佐賀県総合運動場陸上競技場                      | 九州(北部) 佐賀県総合運動場陸上競技場                      | 九州(北部) 佐賀県総合運動場陸上競技場                      | 九州(北部) 佐賀県総合運動場陸上競技場                      | 新潟県        | 山梨県           | 山梨県     | 山梨県         | *カヌーが加わり29競技で実施。 *サッカーの一部会場のみ福岡県で開催。                             |
| 2008年 （平成20年） | 彩夏到来08埼玉総体                                                         | 関東(北) さいたまスーパーアリーナ                          | 関東(北) さいたまスーパーアリーナ                          | 関東(北) さいたまスーパーアリーナ                          | 関東(北) さいたまスーパーアリーナ                          | 長野県        | 岐阜県           | 広島県     | 北海道         | *ヨットのみ競技施設の関係で東京都江東区で開催。                                                 |
| 2009年 （平成21年） | 2009近畿まほろば総体                                                       | 近畿 奈良市鴻ノ池陸上競技場                                | 近畿 奈良市鴻ノ池陸上競技場                                | 近畿 奈良市鴻ノ池陸上競技場                                | 近畿 奈良市鴻ノ池陸上競技場                                | 北海道        | 北海道           | 北海道     | 北海道         | *出場校の選手が、新型インフルエンザに感染し、出場辞退や途中棄権する事態が相次いだ。             |
| 開催年度            | 夏季大会愛称                                                               | 夏季大会開催地                                             | 夏季大会開催地                                             | 夏季大会開催地                                             | 夏季大会開催地                                             | スキー        | スピードスケート | フィギュア | アイスホッケー | 備考                                                                                            |
| 開催年度            | 夏季大会愛称                                                               | 地域/ブロック 総合開会式                                   | 地域/ブロック 総合開会式                                   | 地域/ブロック 総合開会式                                   | ヨット                                                     | スキー        | スピードスケート | フィギュア | アイスホッケー | 備考                                                                                            |
| 2010年 （平成22年） | 美ら島沖縄総体2010                                                         | 九州(南部) 沖縄県総合運動公園陸上競技場                    | 九州(南部) 沖縄県総合運動公園陸上競技場                    | 九州(南部) 沖縄県総合運動公園陸上競技場                    | 九州(南部) 沖縄県総合運動公園陸上競技場                    | 岩手県        | 長野県           | 長野県     | 長野県         | *県内には高山が無い為登山競技のみ鹿児島県で実施。全都道府県での開催が一巡した。                 |
| 2011年 （平成23年） | 2011熱戦再来 北東北総体                                                    | 東北(北) マエダアリーナ （新青森県総合運動公園総合体育館） | 東北(北) マエダアリーナ （新青森県総合運動公園総合体育館） | 東北(北) マエダアリーナ （新青森県総合運動公園総合体育館） | 東北(北) マエダアリーナ （新青森県総合運動公園総合体育館） | 山形県        | 群馬県           | 群馬県     | 群馬県         |                                                                                                 |
| 2012年 （平成24年） | 2012 北信越かがやき総体                                                    | 北信越 朱鷺メッセ                                          | 北信越 朱鷺メッセ                                          | 北信越 朱鷺メッセ                                          | 北信越 朱鷺メッセ                                          | 北海道        | 北海道           | 神奈川県   | 北海道         | *女子サッカー競技を実施。                                                                       |
| 2013年 （平成25年） | 2013 未来をつなぐ 北部九州総体                                             | 九州(北部) 大分スポーツ公園大分銀行ドーム                  | 九州(北部) 大分スポーツ公園大分銀行ドーム                  | 九州(北部) 大分スポーツ公園大分銀行ドーム                  | 九州(北部) 大分スポーツ公園大分銀行ドーム                  | 福島県 秋田県 | 青森県           | 青森県     | 青森県         |                                                                                                 |
| 2014年 （平成26年） | 煌(きら)めく青春 南関東総体2014                                            | 関東(南) 味の素スタジアム                                  | 関東(南) 味の素スタジアム                                  | 関東(南) 味の素スタジアム                                  | 関東(南) 味の素スタジアム                                  | 秋田県        | 山形県           | 愛知県     | 北海道         | *少林寺拳法が加わり30競技で実施。                                                               |
| 2015年 （平成27年） | 2015 君が創る 近畿総体                                                     | 近畿 和歌山ビッグホエール                                  | 近畿 和歌山ビッグホエール                                  | 近畿 和歌山ビッグホエール                                  | 和歌山 和歌山セーリングセンター                            | 青森県        | 岩手県           | 岩手県     | 岩手県         | *ヨットは今大会より和歌山固定開催。 *自転車競技のロードレースのみ三重県の鈴鹿サーキットで開催。 |
| 2016年 （平成28年） | 2016 情熱疾走 中国総体                                                     | 中国 ジップアリーナ岡山                                    | 中国 ジップアリーナ岡山                                    | 中国 ジップアリーナ岡山                                    | 和歌山 和歌山セーリングセンター                            | 群馬県        | 栃木県           | 栃木県     | 栃木県         |                                                                                                 |
| 2017年 （平成29年） | はばたけ世界へ 南東北総体 2017                                             | 東北(南) 山形県総合運動公園総合体育館                      | 東北(南) 山形県総合運動公園総合体育館                      | 東北(南) 山形県総合運動公園総合体育館                      | 和歌山 和歌山セーリングセンター                            | 岐阜県 北海道 | 山梨県           | 山梨県     | 北海道         |                                                                                                 |
| 2018年 （平成30年） | 2018 彩る感動 東海総体                                                     | 東海 三重県営サンアリーナ                                  | 東海 三重県営サンアリーナ                                  | 東海 三重県営サンアリーナ                                  | 和歌山 和歌山セーリングセンター                            | 秋田県        | 福島県           | 愛知県     | 青森県         |                                                                                                 |
| 2019年 （令和元年） | 感動は無限大 南部九州総体 2019                                             | 九州(南部) 鹿児島アリーナ                                  | 九州(南部) 鹿児島アリーナ                                  | 九州(南部) 鹿児島アリーナ                                  | 和歌山 和歌山セーリングセンター                            | 新潟県        | 北海道           | 北海道     | 北海道         |                                                                                                 |
| 開催年度            | 夏季大会愛称                                                               | 夏季大会開催地                                             | 夏季大会開催地                                             | 夏季大会開催地                                             | 夏季大会開催地                                             | スキー        | スピードスケート | フィギュア | アイスホッケー | 備考                                                                                            |
| 開催年度            | 夏季大会愛称                                                               | 地域/ブロック 総合開会式                                   | 男子サッカー                                               | 女子サッカー                                               | ヨット                                                     | スキー        | スピードスケート | フィギュア | アイスホッケー | 備考                                                                                            |
| 2020年 （令和2年）  | 魅せろ躍動 北関東総体 2020 *全国21府県で分散開催。 *令和2年4月26日中止決定 | 関東(北) ALSOKぐんまアリーナ                               | 関東(北) ALSOKぐんまアリーナ                               | 関東(北) ALSOKぐんまアリーナ                               | 和歌山 和歌山セーリングセンター                            | 長野県        | 長野県           | 長野県     | 長野県         |                                                                                                 |
| 2021年 （令和3年）  | 輝け君の汗と涙 北信越総体 2021                                             | 北信越 サンドーム福井                                      | 北信越 サンドーム福井                                      | 北信越 サンドーム福井                                      | 和歌山 和歌山セーリングセンター                            | 岩手県        | 青森県           | 青森県     | 青森県         |                                                                                                 |
| 2022年 （令和4年）  | 躍動の青い力 四国総体 2022                                                 | 四国 アスティとくしま                                      | 四国 アスティとくしま                                      | 四国 アスティとくしま                                      | 和歌山 和歌山セーリングセンター                            | 山形県        | 群馬県           | 埼玉県     | 北海道         |                                                                                                 |
| 2023年 （令和5年）  | 翔び立て若き翼 北海道総体 2023                                             | 北海道 北海きたえーる                                      | 北海道 北海きたえーる                                      | 北海道 北海きたえーる                                      | 和歌山 和歌山セーリングセンター                            | 富山県        | 岐阜県           | 茨城県     | 青森県         |                                                                                                 |
| 2024年 （令和6年）  | ありがとうを強さに変えて 北部九州総体 2024                                 | 北部九州 久留米アリーナ                                    | 福島県 Jヴィレッジ                                         | 北海道                                                     | 和歌山 和歌山セーリングセンター                            | 北海道        | 岩手県           | 神奈川県   |                | 2024年以降の男子サッカー競技開催地はJヴィレッジを主会場とする福島県で固定                       |
| 2025年 （令和7年）  | 開け未来の扉 中国総体 2025                                                 | 中国 広島グリーンアリーナ                                  | 福島県 Jヴィレッジ                                         | 北海道                                                     | 和歌山 和歌山セーリングセンター                            |               |                  |            |                | ※サッカー：男子が福島県，女子は北海道で開催。                                                   |
| 2026年 （令和8年）  | 夢へ躍進 青春の夏 近畿総体 2026                                            | 近畿 滋賀アリーナ                                          |                                                            |                                                            |                                                            |               |                  |            |                |                                                                                                 |
| 2027年 （令和9年）  | 描け夢への軌跡 南関東総体2027                                              | 南関東 横浜BUNTAI                                          |                                                            |                                                            |                                                            |               |                  |            |                |                                                                                                 |
| 2028年 （令和10年） |                                                                            | 東海 愛知県                                                |                                                            |                                                            |                                                            |               |                  |            |                |                                                                                                 |

## 総合開会式
大会歌として作詞・増田文雄、作曲・小松清の『高体連の歌』が総合開会式で歌われ、あわせて賜杯・優勝杯の返還、選手宣誓、公開演技やマスゲームが行われたりする。総合開会式には原則として秋篠宮皇嗣夫妻が臨席する。2018年度までは皇太子徳仁夫妻、1988年以前は皇太子明仁・美智子夫妻が臨席していた。
式典の進行は大会により若干の違いがあるものの、開催される地元の高校生から選抜された数名の高校生で構成されている。例えば、2009近畿まほろば総体、美ら島沖縄総体2010では、一年間に渡る専門研修を受けた高校生が進行を務めた。また、開会式の進行だけではなく、大会の様々な広報活動に参加し、大会のアピール等をする役割もある。

## 開催競技

### 夏季大会
- 体操競技・新体操
- 水泳
- 陸上競技
- 自転車競技
- サッカー
- バスケットボール
- バレーボール
- ハンドボール
- ソフトテニス
- テニス
- バドミントン
- 卓球
- ソフトボール
- ホッケー
- カヌー
- ボート
- ヨット
- 登山競技
- ウエイトリフティング
- ボクシング
- レスリング
- 相撲
- 柔道
- 空手道
- なぎなた
- 剣道
- 弓道
- アーチェリー
- フェンシング
- 少林寺拳法

### 冬季大会
- 駅伝
- ラグビー
- スキー
- スケート
- アイスホッケー

## 不参加競技
すべての競技が高体連に参加しているわけではなく、さらに高体連参加競技であっても、インターハイに加わっていないものも存在する。これらはそれぞれインターハイとは別の独立した大会としてほとんどがインターハイと同時期に開催されている。
高体連自体に参加していない競技大会は下記の通り。ただし、日本スポーツ協会、日本オリンピック委員会、日本ワールドゲームズ協会の少なくともいずれかに加盟・準加盟している、あるいは独自の高校連盟を持つ競技のみ挙げる。
- 全国高等学校野球選手権大会（日本高等学校野球連盟）
- 全国高等学校軟式野球選手権大会（同上）
- 全国高等学校女子硬式野球選手権大会（全国高等学校女子硬式野球連盟）
- 全国高等学校女子軟式野球選手権大会
- 全国高等学校トランポリン競技選手権大会（全国高等学校トランポリン連盟）
- 全国高等学校ゴルフ選手権大会・日本ジュニアゴルフ選手権競技（日本ゴルフ協会・日本高等学校・中学校ゴルフ連盟）
- 全日本高校ボウリング選手権大会
- 全国高校生チャレンジトライアスロン
- 全国高校生銃剣道大会
- 全国高等学校カーリング選手権大会（ただし青森県高体連が後援に加わっている）
- 全日本高等学校パワーリフティング選手権大会（全日本高等学校パワーリフティング連盟）
- 全国高等学校アームレスリング選手権大会
- 全国高等学校アメリカンフットボール選手権大会（日本高等学校アメリカンフットボール連盟）
- 全国高等学校日本拳法選手権大会（全国高等学校日本拳法連盟）
- 全国高校生躰道優勝大会
- 全日本高校・大学ダンスフェスティバル

高体連に加盟しているもののインターハイには参加していない競技の大会は以下の通り。
- 全国高等学校ライフル射撃競技選手権大会
- 全日本高等学校馬術競技大会
- 全日本高校・大学ダンスフェスティバル

次に挙げる大会は競技自体はインターハイに参加しているものの、インターハイ種目に含まれていない。
- 全国高等学校女子ウエイトリフティング競技選手権大会
- 全国高校生グレコローマンスタイルレスリング選手権大会
- 全日本ビーチバレーボールジュニア男子選手権大会
- ビーチバレーボールジャパン女子ジュニア選手権大会
- 紫灘旗全国高校遠的弓道大会
- 全日本女子中学・高校生アイスホッケー大会

## 高校総体とは別枠で行われている選手権大会
以下に挙げる競技は高校総体の競技に加わっているが、全国高校選手権は別の大会として開かれている。高体連の種別としては選抜大会に含まれている。
- 全国高等学校サッカー選手権大会
- 全日本高等学校女子サッカー選手権大会
  - 2012年度まで高体連管轄外の大会となっている。
- 全国高等学校柔道選手権大会
  - 1979年より開催。インターハイは全国高等学校柔道大会であり、選手権ではない。
- 全日本バレーボール高等学校選手権大会
  - バレーボールの高校選手権は当初インターハイに含まれていたが、2010年度より全国高等学校バレーボール選抜優勝大会の後継たる大会に移管された。
- 全国高等学校バスケットボール選手権大会
  - バスケットボールの高校選手権は当初インターハイに含まれていたが、2017年度より全国高等学校バスケットボール選抜優勝大会の後継たる大会に移管された。

## 中継放送
大会の模様はNHKが独占放映権を保持しているが、枠外である高校野球が期間中に行われるため、全てが放送されるわけではない。
開会式のみ総合テレビで放送。従来生中継だったものが、2010年総体は開会式当日深夜に録画放送された。その後はEテレ（教育テレビ）にチャンネルを移して、まずおよそ1週間から10日ほど、主だった競技の決勝を夕方の15-16時台を中心に放送する。2017年からはBS1でも中継、午前中にも放送枠を設けた。2018年は高校野球開催期間中でもBS1で15-17時台を中心に放送する。
毎年必ず放送されるのは陸上競技のみであり、そのほかは注目されるいくつかの種目を選んでの放送となる。この場合の放送スタイルとしては、開催地地元（複数の都道府県が共催する場合は主に陸上競技など主要競技が集中して行われる都道府県）の放送局をメインとし、男性アナウンサーと女性契約キャスター（まれに女性も局アナを起用することもある）1-2名程度が進行。まず、その日放送する競技の概要や開催地に関する情報を提供し、そのあと競技開催場からの中継に移る。最後に再び放送局に戻り、その日行われた競技の結果速報と次の放送予定を伝え、終わることになっている（このフォーマットは国民スポーツ大会の中継もこれを踏襲している）。後半の水泳競技（競泳）は毎年日程が8月17日から20日までにほぼ固定されており、初日以外または全日放送される。前半と異なり番組そのものが会場となるプールからの中継となる。（水泳以外の競技の大半は前半で終わって、後半は水泳の大会だけ開催することが一般とされているためである）
ただし2012年は2012年ロンドンオリンピックとの大会日程が重複されており、スポーツ中継のスタッフがそれら関連番組へシフトされているため、前半戦の生中継は行わず、水泳競技直前にダイジェスト放映された。また2016年リオデジャネイロオリンピックと高校野球の関係 などで水泳競技はダイジェスト放送となった。
なお、2007 青春・佐賀総体など、近年の大会では新たな試みとして、インターネットによる競技映像の配信が行われ、NHKの中継を補うものとなっている。また、平成19年台風第5号関連のテレビニュースでは、上記配信のために撮影されていた映像が使われた。
2005年より一部の競技はJ SPORTSで放送される場合もある。中継タイトルは「燃えよ体育会系高校生!」（2019年南部九州大会はサッカー・バスケットボール・バドミントンを中継する他、注目競技のハイライト番組も放送）。
さらに、2014年より大会スポンサーである大塚製薬のサポートにより運動通信社（スポーツブル）運営の「インハイ.TV」と題したインターネット動画配信サイトを創設し、期間中の全競技生中継を実現させた。
2016年よりBS日テレにて「夢をつかめ!未来の主役たち」と題した特集番組を大会終了後（8月末頃）に放送。

## マスコットキャラクター
- ウイニンくん - 2014年大会より採用

## 問題点
夏に行われることから倒れる選手が発生することが多いが、以前は熱射病と呼ばれ、対策も重要視されていなかった。前述した通り、佐賀総体の時は台風の影響や熱射病と区別された熱中症の負傷者が多数出て、大会運営に大きな問題を残した。近年において佐賀総体以外でも熱中症の負傷者が多数確認できるため、選手や観客、主催者も服装や水分補給など医学的な一層の対策が早急に望まれる。
2000年以降の大会中、熱中症による救護所利用者人数を次に示す。（カッコ内は病院搬送者数）
- 2002年 茨城大会 102人（28人）
- 2003年 長崎大会 82人（18人）
- 2004年 島根大会 62人（8人）
- 2005年 千葉大会 80人（16人）
- 2006年 大阪大会 63人（11人）
- 2007年 佐賀大会 181人（34人）

また一部競技では入場無料のため入場を待機する徹夜組が近隣の迷惑となっていることから、2015年の水泳競技大会から一般観覧者の入場順抽選の実施を導入。さらに2018年新体操でも導入された。